# 阿尔塔维拉蒙费拉托
阿尔塔维拉蒙费拉托（義大利語：Altavilla Monferrato），是意大利亚历山德里亚省的一个市镇。总面积11.27平方公里，人口513人，人口密度45.5人/平方公里（2009年）。ISTAT代码为006007。